# بابونه (سرده)
بابونه (نام علمی: Anthemis) نام یک سرده از تیره، کاسنیان است. این سرده در ایران ۳۹ گونه گیاه علفی و یک ساله و چند ساله دارد. دیگر گونه‌های آن علاوه بر ایران در عراق، افغانستان، پاکستان، آناتولی، آسیای مرکزی، لیبی، قبرس، سینا، سوریه، فلسطین، ماورای قفقاز، تالش، ترکمنستان، لبنان و قفقاز نیز می‌رویند.